# Zygmunt
Zygmunt – imię męskie oraz nazwisko pochodzenia germańskiego. Wywodzi się od niemieckiego imienia i nazwiska Siegmund pochodzącego od słów: sigu oznaczającego „zwycięstwo” i mund lub munt, „opieka”, „tarcza”. Można je zatem tłumaczyć jako „obrona przez zwycięstwo”.
Żeński odpowiednik: Zygmunta.
Zygmunt imieniny obchodzi: 2 maja.

## Władcy noszący imię Zygmunt
- Zygmunt – książę Bawarii-Monachium
- Zygmunt I Burgundzki (Święty Zygmunt)
- Zygmunt I Stary
- Zygmunt II August
- Zygmunt II Batory
- Zygmunt III Waza
- Zygmunt Habsburg
- Zygmunt Kiejstutowicz
- Zygmunt Luksemburski

## Osoby noszące imię Zygmunt
- Zygmunt Ajdukiewicz – malarz
- Zygmunt Balicki – socjolog, publicysta, polityk
- Zygmunt Bauman – socjolog
- Zygmunt Berling – generał
- Zygmunt Chajzer – prezenter radiowy i telewizyjny, dziennikarz
- Zygmunt Choreń – żeglarz
- Zygmunt Chychła – bokser, mistrz olimpijski
- Zygmunt Freud – psychiatra
- Zygmunt Garłowski – piłkarz
- Zygmunt Gloger – historyk, archeolog, etnograf, folklorysta
- Zygmunt Hertz – współzałożyciel Instytutu Literackiego
- Zygmunt Hübner – aktor, reżyser, publicysta
- Zygmunt Huszcza – generał
- Zygmunt Janiszewski – matematyk
- Zygmunt Kamiński – biskup
- Zygmunt Kałużyński – krytyk filmowy
- Zygmunt Kęstowicz – aktor
- Zygmunt Konarzewski – bokser
- Zygmunt Konieczny – kompozytor
- Zygmunt Kramsztyk – lekarz okulista, publicysta
- Zygmunt Krasiński – poeta
- Zygmunt Kubiak – pisarz
- Zygmunt Kukla – piłkarz
- Zygmunt Kukla – dyrygent
- Zygmunt Miłkowski – pisarz, publicysta i polityk niepodległościowy
- Zygmunt Miłoszewski – pisarz i publicysta, współautor scenariuszy filmowych
- Zygmunt Modzelewski – polityk, minister spraw zagranicznych
- Zygmunt Moskwa – działacz państwowy w okresie PRL, inżynier
- Zygmunt Muchniewski – polityk, premier rządu RP na uchodźstwie
- Zygmunt Noskowski – kompozytor, dyrygent i pedagog
- Zygmunt Padlewski – generał powstania styczniowego
- Zygmunt Rudomino – kontradmirał
- Zygmunt Smalcerz – sztangista, mistrz olimpijski
- Zygmunt (Muniek) Staszczyk – muzyk rockowy
- Zygmunt Surowiec – polityk
- Zygmunt Szendzielarz – major kawalerii Wojska Polskiego i Armii Krajowej
- Zygmunt Szyszko-Bohusz – generał dywizji Wojska Polskiego, dowódca Samodzielnej Brygady Strzelców Podhalańskich
- Zygmunt Vogel – malarz i rysownik
- Zygmunt Waliszewski – malarz i rysownik
- Zygmunt Wróblewski – fizyk
- Zygmunt Wrzodak – polityk, działacz związkowy
- Zygmunt Zaremba – polityk
- Zygmunt Zimowski – biskup
- Zygmunt Zintel – aktor, pedagog i żołnierz

## Osoby noszące nazwisko Zygmunt
- Katarzyna Zygmunt (ur. 1975) – polska sędzia hokeja na lodzie.
- Józef Zygmunt (ur. 1896) – starszy sierżant wojska polskiego.
- Katarzyna Zygmunt (ur. 1975) – polska sędzia hokeja na lodzie.
- Józef Zygmunt (ur. 1896) – starszy sierżant wojska polskiego.
- Wojciech Zygmunt (ur. 1990) – polski aktor.
- Paweł Tomasz Zygmunt (ur. 1999) – polski hokeista.
- Iwona Zygmunt (ur. 1976) – polska wioślarka.
- Kazimierz Zygmunt (ur. 1918) – polski profesor.
- Michał Zygmunt (ur. 1977) – polski publicysta i pisarz.
- Marek Zygmunt (ur. 1975) – polski artysta, performer.
- Jarosław Zygmunt (ur. 1961) – kontradmirał polskiej marynarki wojennej.
- Stanisław Zygmunt (ur. 1949) – polski satyryk i aktor.
- Andrzej Zygmunt (ur. 1945) – polski piłkarz.
- Paweł Zygmunt (ur. 1972) – polski łyżwiarz szybki.
- Paweł Zygmunt (ur. 1999) – polski hokeista.

## Święci i błogosławieni
- bł. Zygmunt Pisarski – męczennik
- św. Zygmunt Szczęsny Feliński – biskup
- św. Zygmunt Gorazdowski – prezbiter
- św. Zygmunt – Zygmunt I Święty – król Burgundii i męczennik